# Robert Dilts

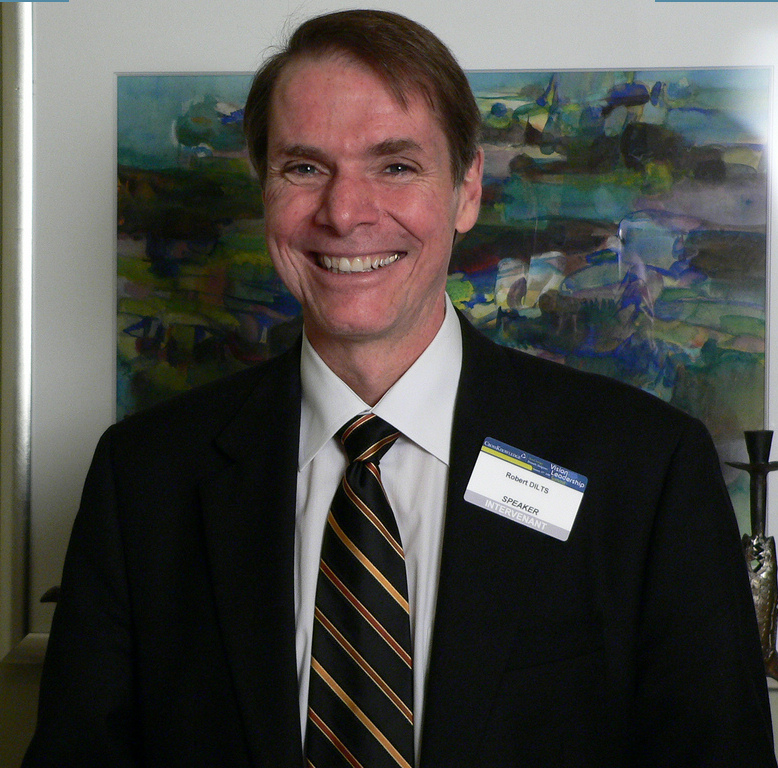
Robert Dilts

Robert Dilts (ur. 1955) — międzynarodowy trener, coach, konsultant od lat siedemdziesiątych XX wieku. Jest jednym z najbardziej znanych i wciąż tworzących trenerów w zakresie Neurolingwistycznego Programowania (NLP). Zajmuje się modelowaniem zachowań oraz strategii działań, uczenia się i komunikacji. Jest czołowym autorem wdrażającym oraz przenoszącym aplikacje i techniki NLP w obszarach edukacji, technik uczenia się, zdrowia, przywództwa. Jego osobisty wkład w obszarze NLP odnosi się do podstawowych założeń oraz technik NLP a w szczególności Strategii i Systemów Przekonań, został rozwinięty oraz jest znany jako Systemowe NLP.
Dilts prowadzi coaching, konsultacje i szkolenia z zakresu przywództwa oraz rozwoju organizacji pracując dla różnych grup zawodowych i organizacji na całym świecie.
Przez wiele lat był profesorem ISVOR Fiat School of Management, pomagając w tworzeniu i rozwijaniu programów z zakresu przywództwa, innowacji, wartości i myślenia systemowego. Był również dyrektorem naukowym oraz Prezesem Rady Nadzorczej ISVOR DILTS Leadership Systems. ISVOR DILTS rozwinęło i wprowadziło na szeroką skale innowacyjny program przywództwa dla dużych międzynarodowych korporacji. Program ten usprawnił rozwiązania z zakresu e-learningu oraz innych pokrewnych nowych technologii stosowanych przez klientów korporacyjnych na całym świecie.
W 1982 roku Dilts wraz z Toddem Epsteinem współtworzyli Dynamic Learning Center. W 1991 założyli (wraz z Judith DeLozier i Teresą Epstein) NLP University, które realizuje szkolenia z zakresu NLP (podstawowe i zaawansowane). Są również założycielami Dynamic Learning Publication oraz The Academy of Behavioral Technology.
Jest autorem współautorem książki Neuro-Linguistic Programming Vol. I (1980) oraz autorem wielu książek z zakresu NLP, m.in.: Changing Belief Systems with NLP (1990), Tools for Dreamers (1991, współautor Todd Epstein), Skills for the Future (1993), Visionary Leadership Skills (1996), Modeling with NLP (1998), Sleight of Mouth (1999) and the Encyclopedia of Systemic Neuro-Linguistic Programming and NLP New Coding (with Judith DeLozier, 2000). Dostarczają one szerokiego spektrum wiedzy z zakresu NLP w tym również wielu technik, zastosowań, wzorców oraz procedur zachowań i oddziaływania.